# مؤشر شدة الجوائح

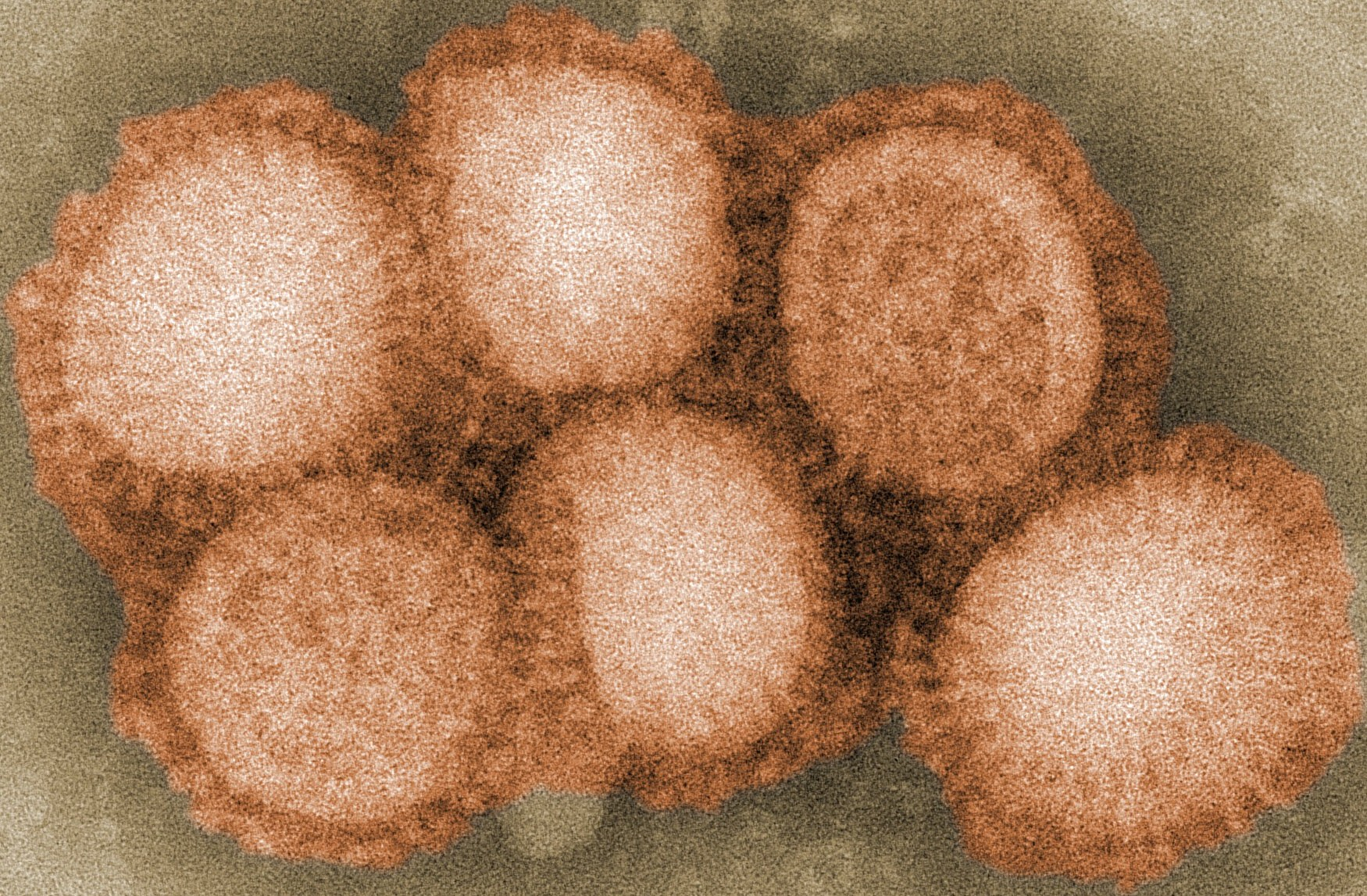

مؤشر شدة الجوائح هو مقياس تصنيف مقترح للإبلاغ عن شدة أوبئة الأنفلونزا في الولايات المتحدة. رافق مؤشر شدة الجوائح مجموعة من المبادئ التوجيهية التي تهدف إلى المساعدة في توصيل الإجراءات المناسبة للمجتمعات المحلية لمتابعة الحالات الوبائية المحتملة. أصدرت وزارة الصحة والخدمات الإنسانية بالولايات المتحدة المؤشر لتشابهه بالمخطط مقياس الأعاصير سفير - سمبسون في 1 شباط/ فبراير 2007.

## التطويرات
طورت مراكز السيطرة على الأمراض والوقاية منها مؤشر شدة الجوائح كأداة جديدة للتخطيط؛ لكي تستخدمها الدول والمجتمعات والشركات والمدارس كجزء من حملة لتوفير التدابير الوقائية أكثر تحديداً على المستوى المحلي. فعلى الرغم من إن المؤشر مصصم لتنفيذ المحلي، إلا ان وزارة الصحة والخدمات الإنسانية بالولايات المتحدة لم تستبعد تقاسم مؤشر المبادئ التوجيهية مع الأطراف الدولية المهتمة.

تم تطوير المؤشر والمبادئ التوجيهية من خلال تطبيق علم الأوبئة على البيانات من خلال آخر ثلاث أوبئة رئيسية للأنفلونزا وانتقال الأنفلونزا الموسمية ونماذج رياضية ومدخلات من الخبراء مجموعات تركيز المواطنين. تم الجمع بين العديد من الممارسات «المجربة والحقيقية» بطريقة أكثر تنظيماً :
نحن ندرك وننظر إلى الوراء أيضاً من خلال التاريخ وما فعلته المدن الأربع والأربعون هو أن العديد من هذه المعايير اعتمدت من قبل كل مدينة خلال مرحلة ما أو أخرى، والفرق هو في اختلاف توقيت استخدام المعايير وما إذا كانت منسقة بطريقة فعالة بالنسبة لنا للاستفادة منها. — الدكتور مارتن سيترون، مدير قسم الهجرة العالمية والحجر الصحي في مركز الأمراض.

## السياق
خلال ظهور أوبئة متنامية، لا يمكن للمجتمعات المحلية أن تعتمد على توافر الأدوية المضادة للفيروسات واللقاحات على نطاق واسع (انظر أبحاث الإنفلونزا). الهدف من المؤشر هو تقديم إرشادات بشأن المعايير التي يمكن للمنظمات المختلفة أن تسنها والتي من شأنها أن تبطئ تطور الأوبئة، وتخفف من عبء الإجهاد على موارد المجتمع المحلي، في حين يمكن تقديم حلول محددة من أجل التأثير على الوضع مثل الأدوية واللقاحات. تتوقع مراكز السيطرة على الأمراض والوقاية منها اعتماد مؤشر شدة الوباء سيسمح بالاستخدام المنسق المبكر لمعايير التخفيف المجتمعية للتأثير على تطور الأوبئة.

## الارشادات
يركز المؤشر بشكل أقل على مدى احتمال انتشار المرض في جميع أنحاء العالم – أي أن يصبح وباءًا – وأكثر على مدى شدة الوباء المعيار الرئيسي المستخدم لقياس شدة الوباء سيكون نسبة الوفيات والنسبة المئوية للوفيات من مجموع الحالات المرضية المبلغ عنها.
من المتوقع أن يحدث التنفيذ الفعلي لتنبيهات مؤشر شدة الوباء بعد أن تعلن منظمة الصحة العالمية عن المرحلة السادسة من انتقال الإنفلونزا (من إنسان إلى آخر) في الولايات المتحدة، وهذا من شأنه أن يؤدي على الأرجح إلى الإعلان الفوري عن وضع الوباء من مستوى 3 - 4.
تم تقديم تشبيه مستويات ' الفئة ' لتوفير صلة مفهومة بمخططات تصنيف الأعاصير، مع الإشارة بوجه خاص إلى الآثار التي حدثت مؤخراً لإعصار كاترينا. مثال على ذلك مقياس إعصار سفير- سمبسون؛ إذ تراوح مؤشر شدة الوباء من 1 إلى 5، مع كون الأوبئة من الفئة 1 هي الأكثر اعتدالاً (أي ما يعادل الإنفلونزا الموسمية) والمستوى الخامس المحجوز لسيناريو الأوبئة الأكثر سوءاً (مثل الإنفلونزا الإسبانية 1918).
المؤشر البياني لخطورة الأمراض الوبائية لمراكز السيطرة على الأمراض والوقاية منها:
| الفئة | نسبة الوفيات   | الأمثلة                                    |
| 1     | less than 0.1% | الإنفلونزا الموسمية وفيروس الإنفلونزا أ    |
| 2     | 0.1–0.5%       | الإنفلونزا الأسيوية إتش 2 إن 2 وإتش 3 إن 2 |
| 3     | 0.5–1%         |                                            |
| 4     | 1.0%–2.0%      |                                            |
| 5     | 2.0% or higher | الإنفلونزا الإسبانية                       |

ويوصي التقرير باتخاذ أربعة تدابير رئيسية للتباعد الاجتماعي لإبطاء انتشار الوباء:
- عزل وعلاج الأشخاص الذين يشتبه أو تم التأكد إصابتهم بالإنفلونزا الوبائية
- الحجر الصحي المنزلي الطوعي للأشخاص المؤكدة أو المشتبه بإصابتهم بإنفلونزا الوبائية
- فصل الفصول الدراسية وإغلاق مراكز الرعاية النهارية
- تغيير مواعيد العمل وإلغاء التجمعات العامة الكبيرة[1]

ويمكن أن يكون لهذه الإجراءات، عند تنفيذها، أثراً عام للحد من عدد الحالات الجديدة للمرض؛ لكنها يمكن أن تحمل عواقب سلبية محتملة من حيث الاضطرابات المجتمعية والاجتماعية. فينبغي أن يكون لهذه التدابير تأثيراً واضحاً إذا نفذت بشكل موحد من قبل المنظمات والحكومات في جميع أنحاء الولايات المتحدة.

## الاستجابة
أثناء إزاحة الستار عن مؤشر شدة الجوائح، أفاد الدكتور مارتن سيترون، مدير شعبة الهجرة العالمية والحجر الصحي في مركز مكافحة الأمراض، بأن التغذية المرتدة المبكرة لفكرة مقياس تصنيف الأوبئة كانت ايجابية بشكل موحد.
أفاد مركز البحوث والسياسات المتعلقة بالأمراض المعدية التابع لجامعة منيسوتا بأن مؤشر شدة الوباء رسم بشكل عام علامات عالية من مسؤولي الصحة العامة وغيرهم، لكنهم يقولون إن الخطة تنطوي على عبء عمل ضخم للمخططين المحليين. وأشاد أحد المديرين بأن بسبب مؤشر شدة الوباء كان هناك ' تحسناً كبيراً مقارنةً بالتوجيهات السابقة ' ؛ في حين كان خبير الإنفلونزا التاريخي والمؤلف جون إم. باري أكثر انتقاداً لهذا المؤشر، قائلاً لم يتم التركيز بما فيه الكفاية على المبادئ الصحية الأساسية التي يمكن أن يكون لها تأثير على مستوى المجتمع، مضيفاً كنت أشعر بالراحة أكثر مع الكثير من البحوث (دعمها).
خلال النشرات الصحفية الأولية في عام 2007 أقرت مراكز السيطرة على الأمراض والوقاية منها بأن مؤشر شدة الوباء والمبادئ التوجيهية المصاحبة لها هو قيد التقدم ومن المرجح أن يخضع للمراجعة في الأشهر التالية فور إصدارها.